# توماس روسالس
توماس روسالس (انگلیسی: Thomas Rosales, Jr.؛ زادهٔ ۳ فوریهٔ ۱۹۴۸) یک هنرپیشه و بدل‌کار اهل ایالات متحده آمریکا است.

## گزیده فیلمشناسی
از فیلم‌ها یا برنامه‌های تلویزیونی که وی در آن نقش داشته‌است می‌توان به آثار زیر اشاره کرد.
- شکارچی (۱۹۸۰)
- شاهین‌های شب (۱۹۸۱)
- رعد آبی (۱۹۸۳)
- انتقام منصفانه (۱۹۸۶)
- مرد فراری (۱۹۸۷)
- پلیس آهنی ۲ (۱۹۹۰)
- راش (۱۹۹۱)
- سرعت (۱۹۹۴)
- جهان گمشده: پارک ژوراسیک (۱۹۹۷)
- خون‌آشامان (فیلم ۱۹۹۸) (1998)
- کمانه
- تحلیل آن (۲۰۰۲)
- دویدن از ترس (۲۰۰۶)
- جنون سرعت (فیلم) (۲۰۱۴)
- طلوع سیاره میمون‌ها (۲۰۱۴)
- بحران برند ماست (فیلم ۲۰۱۵) (۲۰۱۵)